# Батарея мыса Сосновец
101-я Отдельная дальнобойная батарея береговой обороны Ладожской Военной Флотилии (101-я батарея, батарея мыса Соснове́ц) — морская дальнобойная стационарная батарея 1930-40 годов. Расположена на мысе Сосновец Ладожского озера. В период с 1933 по 1944 гг. обороняла правый берег Невы (Шлиссельбургскую губу) и Дорогу жизни. Оперативная задача батареи: защита Кошкинского фарватера‚ входов в р. Неву и Шлиссельбургскую губу‚ поддержка артиллерийским огнём Шлиссельбургского порохового завода и Шлиссельбурга. Возведена в 1933 году, расформирована в 1944. Памятник регионального значения Ленинградской области.

## История

### Строительство и функционирование до ВОВ
В 1927 была объявлена задача защитить базы Ладожской флотилии (Шлиссельбург), обеспечить прикрытие Кошкинского фарватера и огневую поддержку сухопутных частей Шлиссельбургской крепости от возможных диверсий с финской стороны. Для этого было предусмотрено создание стационарной дальнобойной батареи среднего калибра. В 1928 году была сформирована Отдельная Шлиссельбургская артиллерийская батарея береговой охраны Балтморя (будущая 101-батарея) - трёх-орудийная 102-миллиметровая 60-калибровая.
Изначально батарея была расположена на Ореховом острове, однако такая позиция не решала оперативную задачу и батарею было решено перенести на западный берег Ладожского озера.
На западном берегу был выбран мыс Сосновец: высокая дюна вдоль берега с песчаными гривами по тыловой стороне, с юга и запада отгороженная труднопроходимыми болотами. Строительство батареи началось в 1933 году. Тогда же была произведена перевозка из Шлиссельбургской крепости и установка 102-миллиметровых орудий. С учётом дальности стрельбы батарея держала под визуальной наводкой водную поверхность от мыса Кареджи до острова Зеленец и маяка Бугровского, а при стрельбе в сухопутном направлении прикрывала бухту Морье и не менее 4 км южнее Шлиссельбурга. Батарее был присвоен № 101, под которым она известна до сих пор.
25 октября 1933 года батарея встала на вахту по охране Шлиссельбургской губы и верховья Невы.
С 1933 по 1940 г. на батарее проводились практические (учебные) зимние и летние стрельбы, состав поддерживал боевую готовность форта.
В 1940 году был подписан мирный договор с Финляндией, по которому советско-финская граница была отодвинута за пределы Карельского перешейка, а Ладожское озеро переставало быть пограничным. Отдельная батарея на мысе Сосновец была законсервирована «с оставлением необходимого минимального количества личного состава (18 человек) для обслуживания материальной части и боезапаса».

### Батарея во время ВОВ
В июле 1941 года батарея была расконсервирована. Командиром назначен ст. лейтенант Александр Леонович Седов.
6 сентября 1941 года авиация противника начала массированную бомбардировку Шлиссельбурга, а через два дня город был взят. 8 сентября 1941 года 101 батарея начала боевую стрельбу (до этого велись учебные стрельбы). Несколько дней она вела артиллерийский огонь в районе Шлиссельбург-Марьино. За это время к правому берегу Невы подошло подкрепление — арт. полки, бригада железнодорожной артиллерии береговой обороны КБФ. Это позволило предотвратить дальнейшее наступление вражеских войск через Неву и вдоль западного берега Ладожского озера туда, где позднее была проложена Дорога Жизни.
25 сентября 1941 года в ходе операции по освобождению Шлиссельбурга батарея открыла огонь по танкам противника в районе высадки десанта (у дер. Липки). За эту стрельбу командир батареи А. Л. Седов получил благодарность адмирала И. С. Исакова, руководившего операцией .
Батарея получила особую благодарность от начальника штаба Ленинградского фронта за поддержку наступления на Шлиссельбург полка Маргелова: прикрытие наступающих сопровождение полка по льду, содействие автотранспортом своевременному подходу тылов, помощь в эвакуации со льда озера 258 раненых бойцов.
В ходе операции «Искра», 101-я батарея оказывала огневую поддержку наступавшим частям 67-й армии. 12 января 1943 года с 9 ч. 30 м до 17 ч. 30 м батарея выпустила 410 снарядов и ещё 581 снаряд в следующие несколько дней (14, 16, 18 января). В результате было уничтожено 4 узла сопротивления, свыше роты живой силы, 2 артиллерийские и 3 минометные батареи, подавлено 4 арт. батареи.
Батарея участвовала в большинстве операций по прорыву блокады Ленинграда и постоянно вела контрбатарейную борьбу с противником за Дорогу Жизни.
Последние боевые выстрелы батарея провела в январе 1943. После прорыва блокады батарея продолжала боевую вахту, но огонь не вела.
В сентябре 1944 года после подписания соглашения о перемирии с Финляндией батарея была расформирована: орудия отправлены в Кронштадт, а личный состав перебазирован на военно-морскую базу Порккала-Уд.

### Батарея после ВОВ
В июне 1947 года был открыт пионерский лагерь профсоюза работников Военно-морского флота (пионерлагерь № 46, с 1957 г. — лагерь «Ладожец»). Территория нового лагеря включала территорию казарменного городка батареи. Пионеры лагеря поддерживали чистоту в сооружениях батареи, предпринимали попытки создать в подземных помещениях музей.
В 1958 на территории лагеря был установлен памятник — стальная вышка гидрографа с красной звездой, автомобильным рулем и надписью:
```
Защитникам 
Дороги Жизни 
Пионеры-Ладожцы 1958 г.
```

По замыслу проектировщиков памятника, вышка служила символом памяти о гидрографах, проложивших трассу по льду Ладоги, а руль – собирательным символом памяти шоферов, моряков, летчиков и артиллеристов Дороги Жизни. Памятник был расположен на самой высокой точке — 8,5 м — прибрежной песчаной дюны. В 1977 году памятник был изменён на каменную пирамидку с рулем и памятной надписью.
В 1988 году сооружения 101-й батареи были взяты на учёт Департаментом государственного контроля за сохранением и использованием объектов культурного наследия Ленинградской области — батарея стала памятником регионального значения. Однако границы зон охраны объекта культурного наследия определены не были. Границы объекта культурного наследия с экспликацией были указаны в новом охранном документе, опубликованном в ноябре 2022 года.
В 1994 году земельный участок, на котором находится 101-я батарея, был передан частным лицам, в 1997 продан ОАО «Завод Электропульт», а затем вновь передан частным лицам без указания находящихся на участке построек и без обременений .
В настоящее время на одном из каменных сооружений 101-батареи построен частный дом, сооружение используется как фундамент. Доступ на территорию батареи закрыт  .

## Стационарные сооружения
Элементы батареи включали:
- 3 железобетонных орудийных дворика с основаниями;
- 2 железобетонных погреба на 500 снарядов каждый, при погребах склады для запасных частей и инструмента;
- 2 железобетонных убежища;
- Командный пост железобетонный;
- Силовая станция железобетонная;
- Казарменный городок (на 8 чел. начсостава и 120 чел. краснофлотцев)[3].

## Командиры батареи
- Анатолий Иванович Берг (с 03.1933 до 12.1936)[23];
- Г. Г. Мирошниченко (c 12.1936 до 01.1938)[24];
- Борис Митрофанович Гранин (с 01.1938 до 05.1938)[25];
- М. К. Трофимов (с 05.1938 до 07.1941)[26];
- Александр Леонович Седов (с 07.1941 до 03.1943)[27];
- Н. И. Ефимов (с 03.1943 до 09.1944)[28].

## Личный состав
Батарея состояла из нескольких взводов и отделений и в общем насчитывала более 130 человек:
- Управление (командир, полит. руководитель, пом. командира, зав. делопроизводством)
- Строевые подразделения
  - Взвод Управления (дальномерщики — 3 чел., сигнальщики, телефонисты — 8 чел., электрики артиллерии — 3 чел., электрики — 3 чел., радисты, мотористы радиостанции — 5 чел.)
  - Взвод прожекторный (электрики-прожектористы, мотористы, телефонисты — 17 чел.)
- Основные подразделения:
  - Огневой взвод (12 комендоров, 18 номерных, 15 погребных),
  - Взвод пулемётчиков (16 чел.)
- Подразделения обслуживания:
  - Медпункт (2 чел.)
  - Взвод обслуживания (старшина батареи, мастер орудийный, 3 чел. в химическом отделении)
  - Осветительная станция (4 электрика, 3 моториста)
  - Водокачка (3 электрика, 3 кочегара, машинист-трюмный)
- Хоз.отделение (10 чел.)

## Наименование
В ранних архивных записях батарею называют Шлиссельбургской или Шлисбатареей, реже — Сосновецкой, иногда Коккоревским фортом. Чаще всего она проходит по документам как Отдельная батарея КУР’а (Кронштадтского Укреплённого Района) КБФ. 22 января 1934 года она получила № 101, под этим номером она и вошла в историю обороны Ленинграда. Но в довоенный период Отдельной батарее ещё дважды присваивали условные наименования: с середины 1934 года по 1937 год — в.ч. 2017, а с 13 августа 1938 года по 6 мая 1940 года — в.ч. 8801.

## Память
Ленинградский поэт Анатолий Молчанов посвятил капитану батареи А. Л. Седову стихотворение «101-я батарея»:
<...> Но на мысу, где сосны взгляд ласкают,
Вдали от Шлиссельбурга, за Невой –
Двенадцать километров по прямой,
Была одна Сто первая морская.
В тот день, восьмого,
здесь, во всей округе
Меж Ладогой и верхнею Невой,
Она была одна, готовая дать бой,
Чтоб охладить немецкие потуги.
Всего одна, но коль приспело дело,
Она одна такой огонь вела,
Что три немолодых её ствола
Горели, раскалившись до предела...

## См.также
- Артиллерийская батарея номер 460